# Wilhelm Hauchecorne

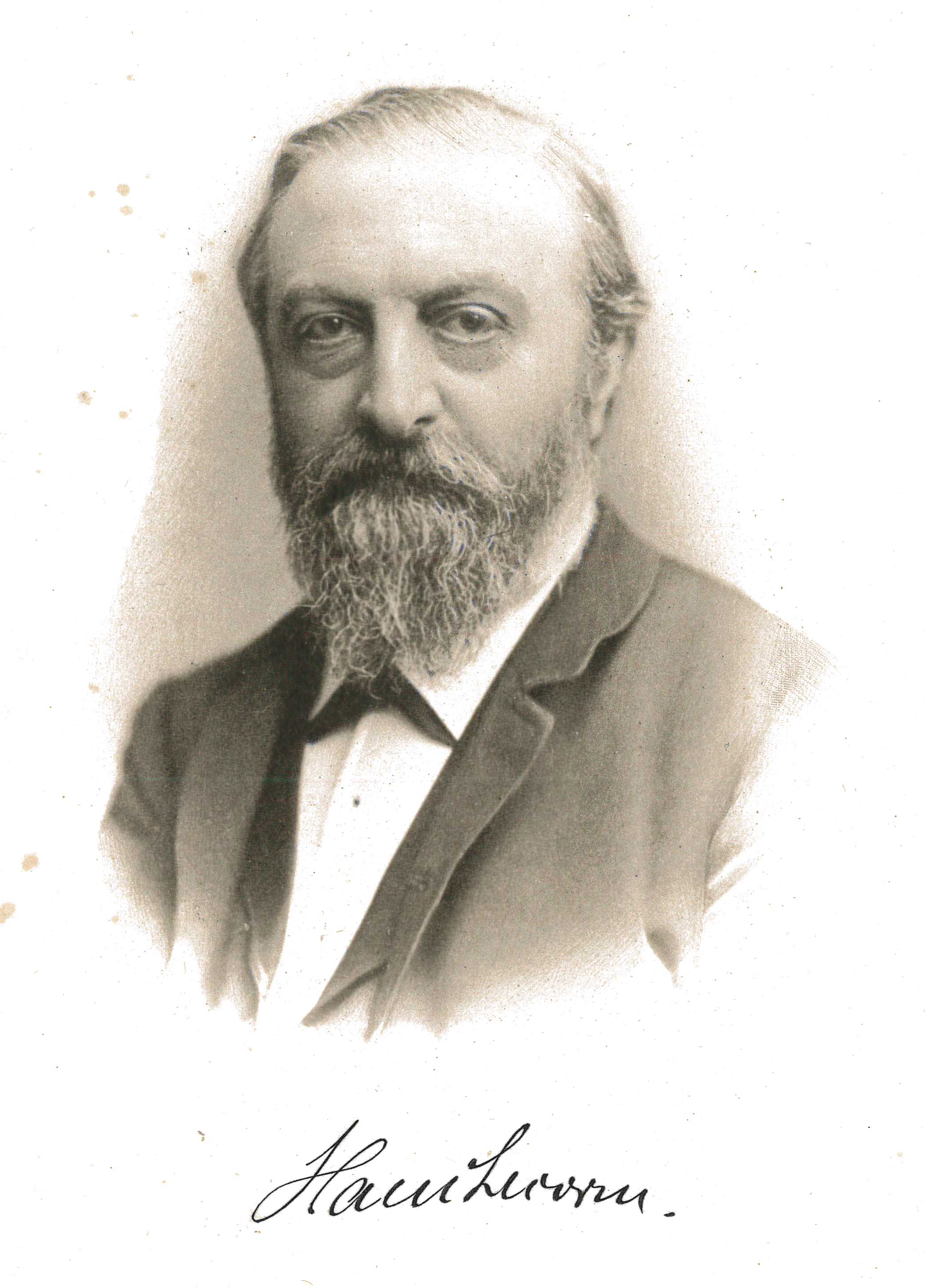
Wilhelm Hauchecorne, unbezeichnete Lithographie (um 1880)

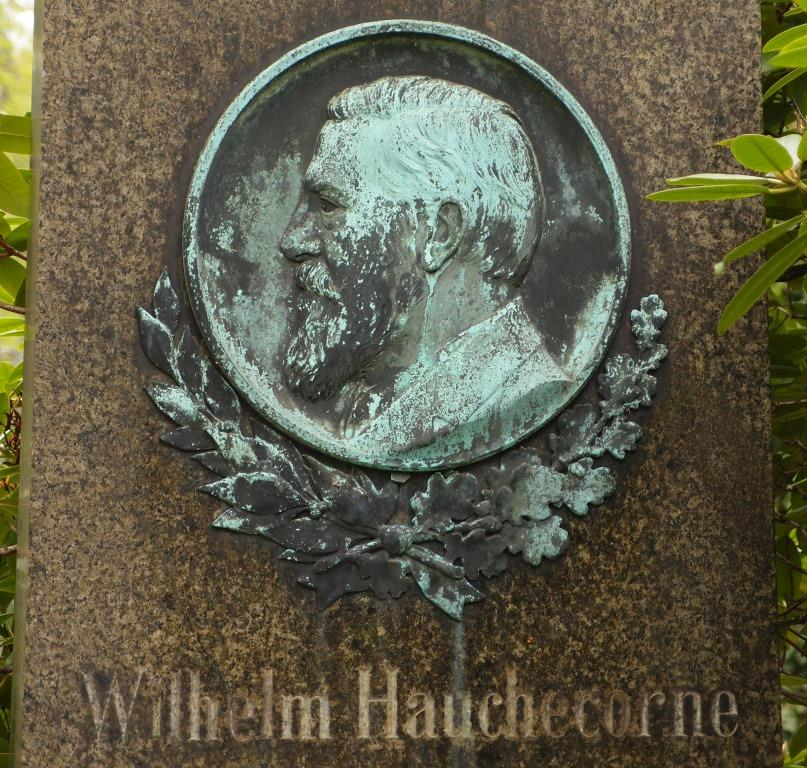
Reliefporträt des Geologen Wilhelm Hauchecorne (1828–1900) auf seinem Grabstein

Heinrich Lambert Wilhelm Hauchecorne [ˌoʃˈkoʀn]/[ˌoʃˈkoʁn] (* 13. August 1828 in Aachen; † 15. Januar 1900 in Berlin) war Geologe und der erste Präsident der Preußischen Geologischen Landesanstalt in Berlin.

## Leben
Wilhelm Hauchecorne wurde 1828 in Aachen in einer Hugenottenfamilie aus der Normandie, die Anfang des 18. Jahrhunderts über Bayreuth nach Berlin kam, geboren. Sein Urgroßvater war Jean Henri Samuel Formey, dessen Tochter Anna Franziska war mit dem Großvater Wilhelms, dem Pfarrer Friedrich Wilhelm Hauchecorne (1753–1825) verheiratet. Seine Eltern waren Wilhelm Hauchecorne (* 1791; † 1879) und dessen Ehefrau Amalie Dautzenberg (1799–1854). Sein Vater war Steuerrat (Amtsrat an einer Finanzbehörde) a. D. und Spezialdirektor der Rheinischen Eisenbahn-Gesellschaft, deren Mitbegründer er war. Sein Großvater war Prediger an der Französischen Friedrichstadtkirche in Berlin sowie Professor für Mathematik und zugleich Schuldirektor. Das Leben in dem wohlhabenden Elternhaus von Wilhelm und seinen drei Schwestern war durch schöngeistige Bildung und Musik bestimmt. Früh wurde seine Liebe zu Mineralen geweckt, schon in seiner Jugend begann Wilhelm eine Sammlung von Mineralen, Erzen und Steinen anzulegen. Dieses Hobby pflegte er bis an sein Lebensende. Seine private Sammlung ordnete er später als Hauchecornesche Sammlung als Grundstock in die geologische Landesanstalt ein, seine Leidenschaft für die Sammlung und Akquise von Mineralen blieb jedoch ungebremst.
Hauchecorne schloss das Abitur am Friedrich-Wilhelm-Gymnasium in Köln ab und begann seine Karriere mit einem praktischen Jahr beim Oberbergamt Bonn. Anschließend studierte er sechseinhalb Jahre an der Bergakademie Berlin Mineralogie und Geognosie bei Heinrich Ernst Beyrich, Gustav Rose und Christian Samuel Weiss und legte sein Referendar-Examen 1853 an der Bergakademie Freiberg ab. Nach dem Studium wurde er Direktor eines staatlichen Kupferbergwerks.
Im Jahr 1856 verließ er den staatlichen Dienst, um eine Stelle im privaten Bergbau anzutreten. Aber bereits 1858 kehrte er in den Staatsdienst zurück und wurde Berggeschworener im Revier Mayen. Ab 1860 bereitete er sich im Oberbergamt Bonn auf die zweite Prüfung des Kollegiums vor und wurde 1862 zum Bergassessor (Bergbaubeamtengrad), 1865 zum Berginspektor (Bergbaubeamtengrad) ernannt.
1866 wurde er in die Ministerialabteilung für das Berg-, Hütten- und Salinenwesen nach Berlin berufen. Er übernahm die Redaktion der Zeitschrift für Bergwesen-, Hütten- und Salinenwesen und die Position als stellvertretender Lehrer an der Bergakademie Berlin. Noch im gleichen Jahr wurde er nach dem Tod des bisherigen Direktors zum Direktor der Bergakademie ernannt.
Schon seit längerer Zeit forderte Heinrich Ernst Beyrich für die Preußische Landesaufnahme die Darstellung in geologischen Karten im Maßstab 1:25.000, deren Herstellung bisher aber immer abgelehnt worden war. Hauchecorne, mittlerweile im Ministerium für die Landesaufnahme zuständig, unterstützte die Position seines ehemaligen Lehrers. Es gelang ihm, den Minister von der Erstellung der Karten zu überzeugen und legte damit den Grundstein für die moderne Landesaufnahme. 1876 versammelte er für dieses langwierige Projekt die führenden deutschen Geologen und legte Art und Umfang der Geodäsie sowie die Art der Kartengestaltung fest.
Der Deutsch-Französische Krieg von 1870/71 unterbrach die Vorbereitungen. Hauchecorne meldete sich freiwillig und übernahm kurzfristig eine Aufgabe als Verantwortlicher für die Bergbau-, Hüttenbetrieb und Salzgewinnung in Haguenau im Elsass. Anschließend leitete er die Kaiserliche Tabakmanufaktur in Straßburg, bevor er als Mitglied der sogenannten Grenzregulierungs-Kommission die Grenzziehung in Lothringen begleitete. Die deutsche Seite sollte bei den Grenzverhandlungen den Hauptteil der großen Eisenerzlagerstätten Lothringens für Deutschland sichern. Der erfahrene Geologe Hauchecorne stand so sehr hinter diesen Zielen, dass er angeblich in Lothringen jeden Grenzpfahl selbst abgesteckt haben soll. Sein erfolgreiches Engagement wurde mit der Verleihung des Eisernen Kreuzes belohnt sowie einem von Reichskanzler Otto von Bismarck ihm zu Ehren ausgerichteten Essen.
Hauchecorne war nun im preußischen Staatswesen bekannt. Zusammen mit Beyrich wurde er infolgedessen beauftragt, die Preußische Geologische Landesanstalt zu gründen, eine zentrale staatliche Stelle zur Koordinierung der geologischen Landesaufnahme in allen preußischen Provinzen. 1873 wurde er, zusammen mit Beyrich, 1. Direktor der Landesanstalt. Diese wurde mit der Bergakademie Berlin zusammengefasst und zu einer organisatorischen Einheit verschmolzen, zu der auch das geologisch-mineralogische Museum, die vom Ministerium übernommene Bergwerksbibliothek und das chemisch-metallurgische Labor gehörten. Hauchecorne leitete damit ein umfangreiches Forschungs- und Ausbildungszentrum Preußens.

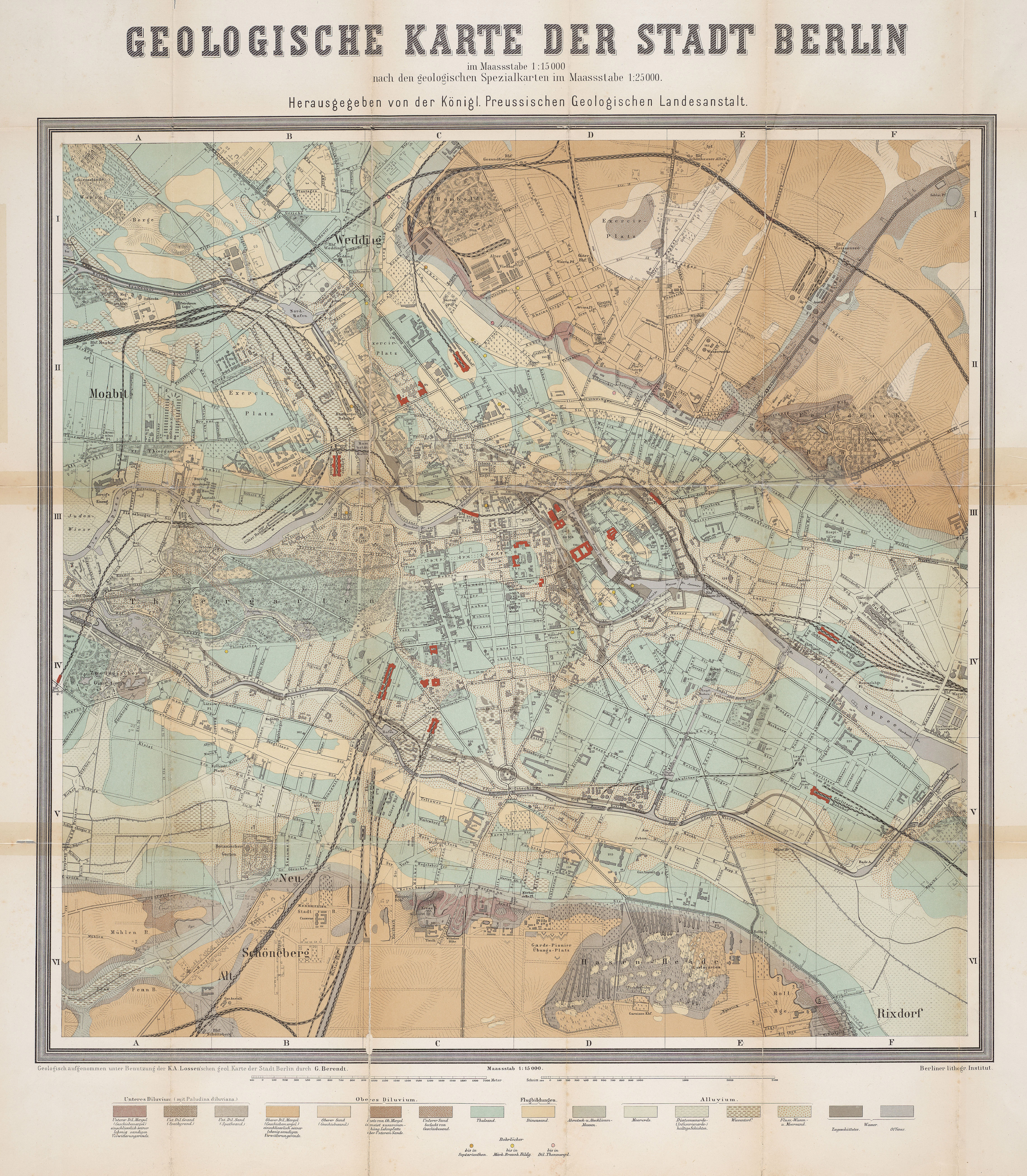
Geologische Karte der Stadt Berlin (1885)

Bei der nun in Angriff genommenen umfangreichen Preußischen Neuaufnahme erwarb sich Hauchecorne einen internationalen Ruf als Kartograf. Er kontrollierte jedes Kartenblatt des Kartenwerks persönlich und achtete darauf, die oft komplizierten geologischen Situationen auf eine klare und schöne Weise darzustellen. Die von ihm gewählte Farb- und Darstellungsweise wurde auch über die Reichsgrenzen hinaus Vorbild für die Kartengestaltung. Der Internationale Geologenkongress in Bologna 1881 übertrug ihm daher die Ausführung der geologischen Karte von Europa im Maßstab 1:1,5 Mio. Das erste Blatt dieser Karte legten Hauchecorne und Beyrich 1885 auf dem 3. Internationalen Geologenkongress in Berlin vor. Dieser Kongress war von Hauchecorne als Generalsekretär und Beyrich als Präsident maßgeblich geprägt worden und legte den Grundstein für die internationale Standardisierung von geologischen Karten. Die von Hauchecorne gewählte Farbgebung und Gestaltung der Karten fand Eingang in die Kartierungen zahlreicher Länder.
1890 wurde Hauchecorne Bevollmächtigter und Leiter einer internationalen Konferenz zur Erörterung des Schutzes gewerblicher Arbeiter.
Wilhelm Hauchecorne starb am 15. Januar 1900. Er ist in der Familiengrabstätte auf dem Dreifaltigkeitsfriedhof in der Bergmannstraße in Berlin-Kreuzberg beigesetzt. Der Grabstein wurde von Fritz Heinemann entworfen.

## Familie
Er heiratete 1855 Alwine Althans (* 9. Mai 1832), Tochter des geheimen Bergrats Carl Ludwig Althans. Das Paar hatte mehrere Kinder;
- Wilhelm Jr. (2. April 1856 – 2. Oktober 1940)  Kammergerichtsrat in Berlin
- Hermann Franz (* 26. Juli 1861)
- Angelica Helene (* 18. Februar 1863)
- Marie Elise  (* 11. September 1868)
- Alwine (* 1. November 1870)

Sein Enkel Friedrich (1894–1938) war von 1929 bis 1938 Direktor des Kölner Zoos. Seine Ur-Enkelin Amélie war Biologin und heiratete den Verhaltensforscher Otto Koehler.

## Ehrungen
- Träger des Eisernen Kreuzes
- 1876: Ernennung zum Geheimen Bergrat
- 1886: Verleihung des Dr. phil. h. c. durch die Universität Heidelberg
- 1891: Ernennung zum Geheimen Oberbergrat.
- 1893: Benennung des Minerals Hauchecornit (bronzefarbenes Nickel-Antimon-Wismut-Sulfid) zu seinen Ehren

## Werke
- Denkschrift über die Ertragsfähigkeit des erweiterten Eisenbahn-Unternehmens der Rheinischen Eisenbahn-Gesellschaft auf dem linken Rheinufer der preußischen Rheinprovinz, DuMont-Schauberg, Köln, 1855 (Digitalisat)
- Denkschrift zur Begründung einer Eifel-Eisenbahn von Düren nach Schleiden in der Rheinprovinz, DuMont-Schauberg, Köln, 1852 (Digitalisat)
- Blätter der Erinnerung an die fünfzigjährige Dauer der Niederrheinischen Musikfeste. Allen Theilnehmern gewidmet von einem früheren langjährigen Mitwirkenden, Köln 1868 (Textarchiv – Internet Archive)
- Frank Eberhardt: Der Vater der Preußischen Geologischen Landesanstalt. In: Berlinische Monatsschrift (Luisenstädtischer Bildungsverein). Heft 10, 1997, ISSN 0944-5560, S. 72–76 (luise-berlin.de).